# 不明飞行物 (电视剧)
《不明飞行物》（英語：UFO）是一部于1970年制作的英国科幻电视剧，主要讲述外星生命入侵地球的故事。故事由傑瑞·安德森、西維亞·安德森夫妻和瑞格·希爾创作，并由Century 21 Productions为ITC Entertainment公司制作，全26集。台灣由台視於1972年6月24日至12月15日期間播映，香港由無綫電視於1970年代中期間播映。
本剧最初于1970年在英国和加拿大播出，两年后才在美国播出（剧集于1969年获得版权）。影片最初计划由坐落于博勒姆伍德的MGM-British Studios公司制作，但由于公司最终关闭，导致制作中断了长达5个月，这也使得全剧（包括电视试播内在）的播映期超过了一年。
安德森夫妇先前曾經制作過许多非常成功的偶戏科幻剧，比如《万能车》、《雷霆机》、《霹雳艇》、《雷鸟神机队》、《超空人》等。他们也曾制作过一部真人科幻电影《Doppelgänger》（即《Journey To The Far Side Of The Sun》）。现在他们转为制作真人科幻电视剧，意圖谋求更多的成年观众市场。
本劇是安德森夫妇最早制作的一部真人电视影集。尽管有许多电视台主管参与製作，影片却并非主要以儿童取向，而是侧重于成年观众。影片也涉及了很多成人主题，比如外遇、离婚、吸毒等。虽然许多主创人员都是刚刚加入Century 21的新人，但男主角之一艾德·畢夏普（Ed Bishop）先前曾在《超空人》中，以配音演员身分与安德森夫妇合作過。

## 故事大綱
故事的设定在不久的将来——虚构的1980年（此年份出现在开场字幕中）——来自从濒临死亡行星的外星人造访并侵略地球，它们为获取人类器官而秘密捕获人类。影片的主要角色都是一个秘密的高科技国际机构的成员，这个机构被称为SHADO（即Supreme Headquarters, Alien Defence Organisation的首字母缩略词，意为地球防卫最高司令机构），旨在防卫地球、保护人类、抵御外星人，并更為了解对方。

### UFO
即外星人的宇宙飞船，它能以数倍的光速轻易地往返于它们的星球与地球之间，但飞船本身只能容纳一至两名外星人。宇宙飞船在地球上的登录时间是有限的：UFO在地球大气层中只能维持几天时间，之后就会升温、恶化，直至爆炸。而在水下外星船则能维持更长时间；在“水中的映像”（Reflections In The Water）这集中，人类发现了外星人的海底秘密基地，基地显示一架UFO正从一座死火山中飞出，史崔克司令将其形容为“通往大西洋的后门”。在“Sub Smash”这一集中，则出现了UFO的水下特制型号。处于战斗状态的UFO周围会环绕着水平旋转的叶片，并发出独特的脉冲电子般的呜呜声。（这个音效实际上是由作曲家Barry Gray使用馬特諾音波琴上完成的。）太空船装备了雷射武器，但却能被常规的爆炸弹头击毁。外星人的个人武器类似于冲锋枪，其射击速率低于SHADO所使用的武器。接下来的几集比如“The Cat With Ten Lives”中，外星人也使用了其他武器，比如一种貌似可以麻醉敌方的小型装置。因为在这集中驾驶员吉姆瑞根（Jim Regan）的妻子金（Jean）被外星人俘获并取走了器官，所以推测这种小型装置多半也是为了获得人体或器官而投入使用的。

### SHADO

1区DVD封面，从左至右依次是演员Gabrielle Drake，Michael Billington以及Ed Bishop

SHADO是一个为抵御外星人而建立的秘密机构，全称为地球防卫最高司令机构（Supreme Headquarters Alien Defence Organisation）。SHADO总部藏匿于英国一家名为「哈靈頓史崔克（Harlington-Straker）电影制片厂」背后，受司令官爱德华·史崔克领导（艾德·毕夏普饰），他過去曾是美国空军上校和宇航员，现自称电影工作室的执行长官。
这实际上是本作品制片人为了节省成本而作的聪明决定，片中SHADO所在工作室就是电视剧实际拍摄用的工作室。最初是在米高梅英國攝影棚拍摄，后来則轉到Pinewood Studios。贯穿全剧的哈靈頓史崔克片廠的办公大楼实际是Neptune House，这是一幢座落于博勒姆伍德的前British National Studios的建筑，由英国电视公司聯合電視所有。片中后面的几集，特别是“Timelash”和“Mindbender”两集的拍摄都使用了Pinewood's studio的建筑和街景。后者中，当史崔克产生幻觉认为自己和他的SHADO同事都是电视剧演员时，片中更是展示了影片的幕后制作过程。
用电影工作室作遮掩的手法，是安德森作品的典型特征。这种手法既实用合算，又能带给观众一个“搁置怀疑”（英文：suspension of disbelief）的现成载体。这样就不再需要为SHADO基地建造一处昂贵的外部设施，而且还能把所有重要的秘密掩护都与名义上可信的商标联系起来。（隐蔽和秘密也是安德森的戏剧主题。）在电影工作室中，即便发生了不寻常的事件也不会为人察觉，车辆、装备、人员、器材偶尔的来来往往不会引起过度关注，也很容易以“器材”、“道具”、“临时演员”之类的藉口解释过去。

### SHADO的防卫网
SHADO拥有诸多种类的高科技硬件设备和运载工具可供支配，用以实现对地球的分层防御：
- 第1层防卫网是搭载了电子计算机的跟踪卫星SID（全称为Space Intruder Detector，意为宇宙入侵者探知机[3]），可以实时扫描UFO入侵。如果发生入侵，SID会发出预警，紧接着，位于月面的前线基地Moonbase会发射三架搭载核导弹的月球拦截机太空船，对UFO进行拦截。
- 第2层防卫网是潜艇 SkyDriver（英语：SkyDriver），并配备了可潜水、可潜射的拦截机 Sky One，Sky One可在地球大气层中对UFO发起攻击。
- 第3层防卫网是地面装置——全副武装、配有履带的的类步兵战车SHADO Mobiles。

和安德森的所有木偶戏一样，本片的特技效果也是由與安德森多次合作的德瑞克·梅汀斯（Derek Meddings）所擔當，战车则是由梅汀斯和助手麥克·崔姆（Mike Trim）完成设计。

## 角色
- 愛德華·史崔克司令官（Edward Straker）：艾德·畢夏普（Ed Bishop）饰

史崔克司令官来自马萨诸塞州波士顿，原本是美国空军的飞行员和宇航员。1970年发生的一系列UFO入侵事件后，他創立了SHADO。平时伪装成Harlington-Straker电影工作室的执行长官，而SHADO总部则位于电影工作室的地下正下方。
史崔克是在1970年与瑪麗·奈汀蓋爾（Mary Nightingale）结婚的，但刚生下儿子約翰（John）不久，两人就告离異。虽然片中并没有交代具体的离婚时间，但有理由相信在「Confetti Check A-OK」这集的倒叙情节结尾处，两人的婚姻也走向了终结。瑪麗似乎是为了回应史崔克冷淡的态度，她让儿子約翰從继父的姓氏路特蘭（Rutland）。
在「A Question Of Priorities」这集中，約翰出车祸受了重伤。史崔克一反自己的行事作风，决定动用SHADO的飞机从美国为儿子送去抗生素。然而同时在爱尔兰发生了一系列稀奇的UFO相关事件，SHADO的副司令官亞力克·佛瑞曼上校，被迫变更飞行航线去调查这些事件。史崔克出于自身的责任感，优先处理了UFO调查事件。等药物送达医院为时已晚。瑪麗认为史崔克要为儿子的死负责，並向史崔克怒吐唾沫說道：「别再让我见到你！」
虽然史崔克和詹姆斯·韓德森將軍曾为挚友，但这一事件也使得两人关系紧张、产生摩擦。
在其他的科幻作品中，主人公克服重重险阻，最后终能解决难题。相比之下，本作品的主角史崔克却不得不为了事业牺牲个人生活，尽管他学会了接受这样的现实，但却从未忘记他所受的种种苦难、以及他所爱的人。而且剧情也不断强调史崔克的境遇根本不可能改善，当然，倘若能有所改变，史崔克也乐于接受。史崔克自身潜在的愁苦不安也决定了他悲剧般的人生，“Confetti Check A-OK”这一集也充分证明了这一点。而剧中不断出现了的史崔克的幕后故事，也使这个人物不同于老套的科幻角色，变得真实复杂又感性。
- 亞力克·佛瑞曼上校（Alec Freeman）：喬治·希維爾（George Sewell）饰

在影片的前四分之三剧情中，佛瑞曼一直都是SHADO的副司令官（现实中，在剧组迁移工作室时，饰演佛瑞曼的演员希維爾离开剧组，所以此后当影片在Pinewod studios重新开拍时，这个角色就消失了）。佛瑞曼是加拿大人，在法语版配音中，史崔克有时会友好地称他为「The Canadian」（加拿大人）。
第1集「Identified」中，从佛瑞曼最初出场的前40秒中可以看出他是多么地讨女人喜欢。然而之后的剧情却显示他其实是个相当严肃刻板的角色，也是史崔克的得力助手。佛瑞曼和SHADO诸多成员都很要好，对于那些史崔克和SHADO为了存活下来而必须去做的事情，佛瑞曼总是付之一笑。
他不赞成依赖電腦预测，而更相信自己的直觉，甚至还曾为抗议一份决议递交了辞呈（出现在「Computer Affair」一集中）。他是史崔克的挚友，还在史崔克的婚礼上當伴郎。佛瑞曼很早就被史崔克招入SHADO（这处情节出现在「Confetti Check A-OK」一集）。在「The Responsibility Seat」一集中，佛瑞曼曾发觉要想替代史崔克是如此困难；而在「Close Up」一集中，在史崔克不在的情况下，佛瑞曼还是很自信地掌控了局面。
- 詹姆斯·韓德森將軍（James Henderson）：葛蘭特·泰勒（Grant Taylor (actor)）饰

韓德森是史崔克的上司，他领导着国际行星宇宙局（International Astrophysical Commission，简称IAC）。宇宙局创建了SHADO，并为其提供来自各政府的基金和设备支持，以保证SHADO的正常运作。史崔克和韓德森两人常因SHADO的需求及经济现状发生分歧。
史崔克和韓德森两人曾遭到UFO攻击并发生车祸，韓德森也因此受伤。（这段情节发生在第一集「Identified」开始处）此后可以看出，这对曾经的密友变得多少有点疏远。而后，韓德森又因为年龄关系错失了担任SHADO司令官的机会。同时，史崔克身为韓德森的代理人，他论述建立SHADO的迫切性和必要性的言论，给联合国代表团委员会（特别是法国代表Duvalle）又留下了深刻印象。由此，史崔克被任命为首位司令官，尽管韓德森给了他谢绝任命的机会。但最终，韓德森还是让史崔克接受了SHADO司令官这个职位。（这段情节发生在「Confetti Check A-OK」这集中）
久而久之，韓德森愈发厌恶史崔克。比如「Conflict」、「Court Martial」和「Mindbender」这几集，就详加描述了两人间的个性冲突。尽管如此，在「Destruction」这集中，两人还是一起在史崔克的办公室共進早餐；在「Timelash」这一集中，韓德森则将史崔克称作「SHADO最重要的人力」，这些情节都暗示了两人的深厚友谊。

## 播放标题列表
| 集数 | 首次播出日期（英国） | 制作集数 | 标题                     |
| ---- | -------------------- | -------- | ------------------------ |
| 1-01 | 1970年9月16日        | 1        | Identified               |
| 1-02 | 1970年9月23日        | 5        | Exposed                  |
| 1-03 | 1970年9月30日        | 16       | Kill Straker!            |
| 1-04 | 1970年9月30日        | 19       | The Cat With Ten Lives   |
| 1-05 | 1970年10月7日        | 6        | Conflict                 |
| 1-06 | 1970年10月7日        | 15       | E.S.P.                   |
| 1-07 | 1970年10月7日        | 18       | The Sound Of Silence     |
| 1-08 | 1970年10月14日       | 8        | A Question Of Priorities |
| 1-09 | 1970年11月11日       | 11       | The Square Triangle      |
| 1-10 | 1970年10月11日       | 17       | Sub Smash                |
| 1-11 | 1970年12月2日        | 20       | Destruction              |
| 1-12 | 1970年12月9日        | 2        | Computer Affair          |
| 1-13 | 1970年12月16日       | 13       | Close Up                 |
| 1-14 | 1970年12月30日       | 22       | The Psychobombs          |
| 1-15 | 1971年1月6日         | 4        | Survival                 |
| 1-16 | 1971年1月13日        | 25       | Mindbender               |
| 1-17 | 1971年1月20日        | 3        | Flight Path              |
| 1-18 | 1971年1月20日        | 9        | Ordeal                   |
| 1-19 | 1971年2月3日         | 21       | The Man Who Came Back    |
| 1-20 | 1971年2月10日        | 7        | The Dalotek Affair       |
| 1-21 | 1971年2月17日        | 24       | Timelash                 |
| 1-22 | 1971年3月3日         | 10       | The Responsibility Seat  |
| 1-23 | 1971年4月1日         | 26       | The Long Sleep           |
| 1-24 | 1971年5月1日         | 12       | Court Martial            |
| 1-25 | 1971年7月10日        | 14       | Confetti Check A-O.K.    |
| 1-26 | 1971年7月24日        | 23       | Reflections In The Water |

## 各國片名版本
- 中文：（台灣首播譯名）、《天外來客》（香港）
- 法语：《Alerte dans l’espace》
- 德语：《Ufo – Weltraumkommando S.H.A.D.O.》
- 日语：
- 西班牙语：《OVNI》（Although the Spanish 2007 DVD release title remains "UFO"）

## 关联项目
- 新世纪福音战士 - 作品中出现的“联合国直属特务机关NERV”的初始设定，在很大程度上受到了本作品的影响[5]，同时也引用了若干细节设定[6]。 《新世纪福音战士》的人物设计师贞本义行曾在1999年的访谈中曾表示，剧中人物碇源堂和冬月耕造是以本片的史崔克司令官和佛瑞曼上校为原型。[7]
- The Big O - 第二季片頭曲「RESPECT」，曲風明顯向本作的片頭主題音樂致敬。